# Lagnes
Lagnes är en kommun i departementet Vaucluse i regionen Provence-Alpes-Côte d'Azur i sydöstra Frankrike. Kommunen ligger i kantonen L'Isle-sur-la-Sorgue som tillhör arrondissementet Avignon. År 2022 hade Lagnes 1 707 invånare.

## Befolkningsutveckling
Antalet invånare i kommunen Lagnes
| Referens: INSEE |